# Croton isomonensis
Espèce
Croton isomonensis est une espèce de plantes à fleurs du genre Croton et de la famille des Euphorbiaceae présente sur la côte sud de Madagascar.